# ブダペスト - ソブ線
ブダペスト - ソブ線（ハンガリー語;Budapest–Szob-vasútvonal）とは、ハンガリー国鉄が所有する鉄道線である。路線番号は70。ハンガリーとスロバキア、チェコ、北ドイツを結ぶ路線である。

## 歴史

### ハンガリー中央鉄道およびオーストリア＝ハンガリー国家鉄道

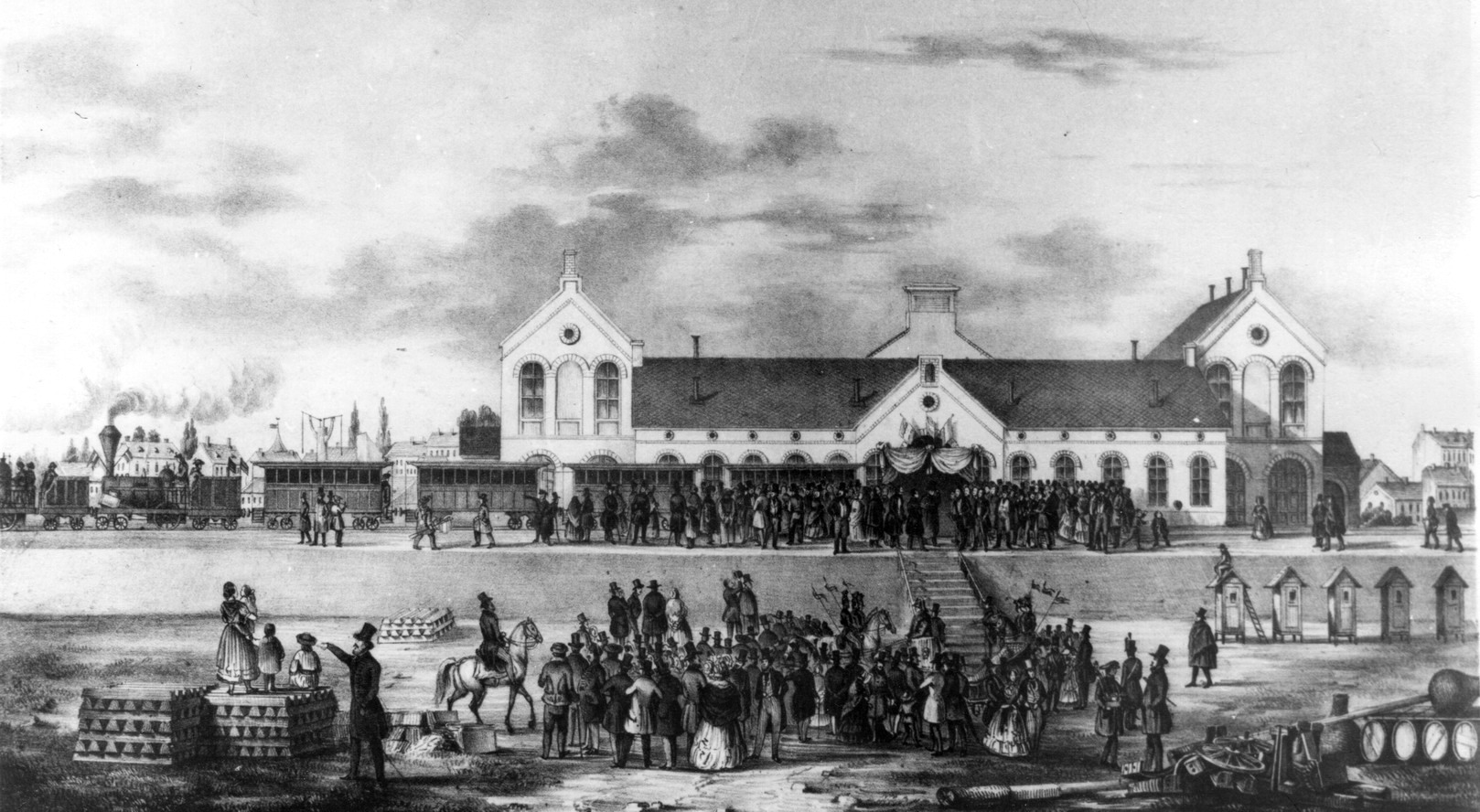
ヴァーツ駅の開通式（1846年）

ハンガリーの鉄道建設は19世紀中期に多くのヨーロッパの国家と同じく開始された。ハンガリー中央鉄道（Ungarische Central-Eisenbahn, UCB）はオーストリアとハンガリーを結ぶ鉄道建設を進めて、1846年7月15日にペシュト - ヴァーツ区間を開通した。1848年8月10日にマルヒエク - プレスブエウク区間が完工されて、その時以来プレスブルク - ヴァーツ区間が残っていた。中央鉄道が南東帝国鉄道（k.k. Südostliche Staatsbahn, SöStB）に引き受けられた後で、1850年10月15日にヴァーツ - グラン（シュトゥーロヴォ）区間が開業された。この路線はその時からオーストリア＝ハンガリー帝国で重要な鉄道路線の一つとなった。1855年1月1日に南東帝国鉄道の路線は帝国特任オーストリア＝ハンガリー国家鉄道（k.k. privilegierte Österreichisch-ungarische Staatseisenbahn-Gesellschaft, StEG）に売却された。1883年以来この路線にオリエント急行の路線が導入された。

### ハンガリー国鉄
1891年にこの路線は完全にハンガリー国鉄（Magyar Államvasutak, MÁV）の所有となった。
1918年チェコスロバキア共和国が樹立されて、その時からプレスブルク - ブダペスト区間は運営機関の所有関係により分離されている。ブラチスラヴァとイペイ川の新たな国境線の区間はチェコスロバキア国鉄に属することとなった。この路線はその後もなおブラチスラヴァ - シトゥーロヴォ線とともに西ヨーロッパとハンガリーを結ぶ主要幹線であった。
冷戦時代に東側諸国が形成した後に、この路線の重要性は保たれた。東ドイツ、ポーランド、チェコスロバキアとユーゴスラビア間の国際列車はこの路線で通行した。

## 運行形態[4]

### 寝台特急「ユーロナイト」(EN)
- メトロポル号：　ブダペスト西駅 - ソブ - プラハ/ワルシャワ
一日1往復の運行。
2016年以前はソブにも停車していた[5]。また、2021年度以前はブダペスト東駅発着であった。

### 特急「ユーロシティ」(EC)
- フンガーリア号：　ブダペスト西駅 - ソブ - ハンブルク
- メトロポリタン号：　ブダペスト西駅 - ソブ - プラハ
- バートリ号：　ブダペスト西駅 - ソブ - ワルシャワ
合わせて、2時間に1本の運行。大多数がプラハ行のメトロポリタン号である。
2017年以前は、ブダペスト東駅発着であった他、ワルシャワ方面行の列車の愛称名は「ヴァルソヴィア」であった。

### 特別快速(Z70)
- Z70系統：　ブダペスト西駅 - ソブ間
1時間に1本の運行。
2020年以前は、季節限定で一部がデメシ乗船場に停車していた。

### 特別快速(Ex)
- イェーグマダール号：　フォニョード - ケーバーニャ上駅 - ソブ　【夏季運行】
夏季の休日のみ、一日1往復の運行。ケーバーニャ以南は30号線に直通する。ケレンフェルド以北は、ラーコシュパロタと、ドゥナケシ・ジャールテレプ以北の快速停車駅に停車する。
2021年に運行を開始した。2021,22年度はケーバーニャ上駅にも停車していた。

### 快速(G70)
- ブダペスト西駅 - ソブ
朝のブダペスト行と、午後のソブ行のみ、1時間に1本の運行。休日は、冬季を除き、朝のソブ行と夕方のブダペスト行が運行される。
2018年以前は、ドゥナケシを通過していた。2020年以前は平日のみの運行であった。

### 普通(S70)
ブダペスト西駅 - ヴァーツ間に、1時間に2本の運行。ただし、早朝・深夜と朝のヴァーツ方面、夕方のブダペスト方面を中心に、ソブ発着となる便もある。

## 駅一覧
以下では、ハンガリー国鉄70号線の駅と営業キロ、停車列車、接続路線などを一覧表で示す。
- 種別
  - EN：寝台特急「ユーロナイト」
  - EC：特急「ユーロシティ」
  - Z：特別快速
  - G：快速
  - S：普通
- 停車駅
  - ■印：全列車停車
  - ●印：一部通過
  - ○印：一部停車
  - ｜印：全列車通過

### ブダペスト西駅 - シトゥーロヴォ間
| 路線名 | 駅名                               | 駅間営業キロ | 累計営業キロ | EN | EC | Z  | G  | S  | 接続路線 | 所在地       | 所在地               |
| ------ | ---------------------------------- | ------------ | ------------ | -- | -- | -- | -- | -- | --- | ------------ | -------------------- |
| 70     | ブダペスト西駅                     | -            | 0            | ■  | ■  | ■  | ■  | ■  | 100号線（ニーレジハーザ方面）、142号線（ラヨシュミジェ方面） ブダペスト地下鉄3号線（ケーバーニャ方面、ウーイペシュト中央方面） | ブダペスト市 | ブダペスト市         |
| 70     | ラーコシュレンデゼー駅             | 3            | 3            | ｜ | ｜ | ｜ | ■  | ■  | 2号線（エステルゴム方面） | ブダペスト市 | ブダペスト市         |
| 70     | イシュトヴァーンテレク駅           | 3            | 6            | ｜ | ｜ | ｜ | ｜ | ■  | フォニョード駅方面 | ブダペスト市 | ブダペスト市         |
| 70     | ラーコシュパロタ・ウーイペシュト駅 | 2            | 8            | ｜ | ｜ | ｜ | ■  | ■  | 71号線（ヴェレシェジハーズ方面）                                                                                               | ブダペスト市 | ブダペスト市         |
| 70     | ドゥナケシ下駅                     | 5            | 13           | ｜ | ｜ | ｜ | ｜ | ■  | | ペシュト県   | ドゥナケシ郡         |
| 70     | ドゥナケシ駅                       | 2            | 15           | ｜ | ｜ | ｜ | ●  | ■  | | ペシュト県   | ドゥナケシ郡         |
| 70     | ドゥナケシ・ジャールテレプ駅       | 2            | 17           | ｜ | ｜ | ｜ | ■  | ■  | | ペシュト県   | ドゥナケシ郡         |
| 70     | アルショーゲド駅                   | 4            | 21           | ｜ | ｜ | ｜ | ｜ | ■  | | ペシュト県   | ドゥナケシ郡         |
| 70     | ゲド駅                             | 1            | 22           | ｜ | ｜ | ｜ | ｜ | ■  | | ペシュト県   | ドゥナケシ郡         |
| 70     | フェルセーゲド駅                   | 2            | 24           | ｜ | ｜ | ｜ | ■  | ■  | | ペシュト県   | ドゥナケシ郡         |
| 70     | セード・セードリゲト駅             | 3            | 27           | ｜ | ｜ | ｜ | ｜ | ■  | | ペシュト県   | ヴァーツ郡           |
| 70     | ヴァーツ・アルショーヴァーロシュ駅 | 5            | 32           | ｜ | ｜ | ｜ | ■  | ■  | 71号線（ヴェレシェジハーズ方面）                                                                                               | ペシュト県   | ヴァーツ郡           |
| 70     | ヴァーツ駅                         | 1            | 33           | ■  | ■  | ■  | ■  | ■  | 75号線（ディオーシュイェネー方面）                                                                                             | ペシュト県   | ヴァーツ郡           |
| 70     | ヴェレーツェ駅                     | 10           | 43           | ｜ | ｜ | ■  | ■  | ■  | | ペシュト県   | ヴァーツ郡           |
| 70     | キシュマロシュ駅                   | 2            | 45           | ｜ | ｜ | ■  | ■  | ■  | | ペシュト県   | ヴァーツ郡           |
| 70     | ナジマロシュ・ヴィシェグラード駅   | 5            | 50           | ｜ | ■  | ■  | ■  | ■  | | ペシュト県   | ヴァーツ郡           |
| 70     | ナジマロシュ駅                     | 2            | 52           | ｜ | ｜ | ■  | ■  | ■  | | ペシュト県   | ヴァーツ郡           |
| 70     | デメシ乗船場駅(休止中 *1)          |              | (56)         | ｜ | ｜ | ｜ | ｜ | ｜ | | ペシュト県   | ヴァーツ郡           |
| 70     | ゼベゲーニ駅                       | 7            | 59           | ｜ | ｜ | ■  | ■  | ■  | | ペシュト県   | ソブ郡               |
| 70     | ソブ下駅                           | 3            | 62           | ｜ | ｜ | ■  | ■  | ■  | | ペシュト県   | ソブ郡               |
| 70     | ソブ駅                             | 1            | 63           | ｜ | ■  | ■  | ■  | ■  | | ペシュト県   | ソブ郡               |
| 130    | シトゥーロヴォ駅                   | 16           | 79           | ■  | ■  |    |    |    | スロバキア国鉄 130号線（プラハ方面）、152号線（レヴィツェ方面）                                                                | ニトラ県     | ノヴェー・ザームキ郡 |

(*1) 2021年6月18日以前、春季・夏季のみ普通列車の一部が停車していた。

### ブダペスト東駅 - ラーコシュパロタ・ウーイペシュト間
| 路線名 | 駅名                               | 累計営業キロ | Ex | 接続路線 | 所在地       | 所在地       |              |
| ------ | ---------------------------------- | ------------ | -- | --- | ------------ | ------------ | ------------ |
| 1      | ケレンフェルド駅                   | 0.0          | ■  | 1号線（ミュンヘン方面） 30号線（セーケシュフェヘールヴァール方面、南駅方面） 40号線（ドンボーヴァール方面） ブダペスト地下鉄 4号線（カールヴィン広場方面） | ブダペスト市 | ブダペスト市 | ブダペスト市 |
| 1      | フェレンツヴァーロシュ駅           | 5.7          | ｜ | 1号線（東駅方面）、30号線（キシュペシュト方面） | ブダペスト市 | ブダペスト市 | ブダペスト市 |
| 80     | ケーバーニャ上駅                   | 10.4         | ｜ | 80号線（東駅方面、ミシュコルツ方面） 120号線（ソルノク方面）                                                                                               | ブダペスト市 | ブダペスト市 | ブダペスト市 |
| 2      | ウーイパロタ駅                     | 17.7         | ｜ | 2号線（ラーコシュ方面、ピリシュチャバ方面） | ブダペスト市 | ブダペスト市 | ブダペスト市 |
| 70     | イシュトヴァーンテレク駅           | 20.8         | ｜ | ブダペスト西駅方面 | ブダペスト市 | ブダペスト市 | ブダペスト市 |
| 70     | ラーコシュパロタ・ウーイペシュト駅 | 22.6         | ■  | プラハ方面、71号線（ヴェレシェジハーズ方面） | ブダペスト市 | ブダペスト市 | ブダペスト市 |